# Класичний радіус електрона
Класичний радіус електрона, також відомий як радіус Лоренца, або довжина томсонівського розсіювання, базується на класичній релятивістській моделі електрона, в якій припускається, що вся маса електрона має електромагнітну природу, тобто маса електрона, помножена на квадрат швидкості світла дорівнює енергії, створеного ним електричного поля. 

## Загальний опис
При цьому електрон уявляється, як сферична частинка із певним радіусом, оскільки при нульовому радіусі енергія, створеного електроном поля була б нескінченною.
{\displaystyle r_{0}={\frac {1}{4\pi \epsilon _{0}}}{\frac {e^{2}}{m_{0}c^{2}}}=2.8179402894(58)\times 10^{-15}} м,
де {\displaystyle e} та {\displaystyle m_{0}} є електричний заряд та маса електрона, {\displaystyle c} - швидкість світла, а {\displaystyle \epsilon _{0}} діелектрична стала.
Робота по переміщенню електрона з нескінченності в точку радіуса {\displaystyle r_{0}} рівна:
{\displaystyle A_{0}={\frac {1}{4\pi \epsilon _{0}}}{\frac {e^{2}}{r_{0}}}}.
Якщо порівняти цю роботу по переміщенню з енергією спокою електрона:
{\displaystyle A_{0}=W_{0}=m_{0}c^{2}\ },
то і отримаємо значення класичного радіуса електрона. 
Простими словами, класичний радіус електрона грубо відповідає випадку коли потенціальна енергія електростатичного поля {\displaystyle U_{0}\ } повністю еквівалентна масі спокою електрона (без врахування квантових ефектів):
{\displaystyle U_{0}={\frac {1}{4\pi \epsilon _{0}}}\cdot {\frac {e^{2}}{r_{0}}}=m_{0}c^{2}}.
Тут слід зауважити, що електричне поле всередині сфери класичного радіуса рівне нулю (поле - чисто зовнішнє). 

## Зв'язок із іншими фундаментальними довжинами
Сьогодні класичний радіус електрона розглядається як класична межа для розмірів електрона, яка використовується при розгляді нерелятивістського розсіювання Томсона, а також в релятивістській формулі Клейна-Нішіни. 
Класичний радіус електрона є представником трійки фундаментальних довжин, таких як борівський радіус ({\displaystyle a_{B}}) та комптонівська довжина хвилі електрона
{\displaystyle \lambda _{0}=h/m_{0}c\ }.
Враховуючи постійну тонкої структури {\displaystyle \alpha \ }, класичний радіус електрона можна переписати у формі:
{\displaystyle r_{0}=\alpha \lambda _{0}/2\pi =\alpha \lambda _{0\pi }\ }
де {\displaystyle \lambda _{0\pi }=\lambda _{0}/2\pi }- приведена комптонівська довжина хвилі електрона.
Оскільки величина довжини класичного радіуса електрона є найменша, тому через неї можна виразити комптонівську довжину хвилі електрона:
{\displaystyle \lambda _{0\pi }=r_{0}/\alpha \ }
та борівський радіус:
{\displaystyle a_{B}=r_{0}/\alpha ^{2}\ }.
Існування сталої {\displaystyle r_{0}}, проте, не означає, що це справжній радіус електрона. На таких віддалях діють закони квантової механіки, в якій електрон розглядається, як точкова частинка.